# Приливные силы
Прили́вные си́лы — силы, возникающие в телах, свободно движущихся в неоднородном силовом поле. Самым известным примером действия приливных сил являются приливы и отливы на Земле, откуда и произошло их название.
В самом общем случае приливные силы представляют собой силы, вызывающие эффекты, проявляющиеся при воздействии неоднородного силового поля на протяжённый объект, независимо от того, какое движение он совершает и чем это поле вызвано. Силовое поле может иметь либо гравитационную, либо электромагнитную природу (в том случае, если тело обладает электрическим зарядом, неподвижным или движущимся относительно источников поля).
Так, в гравитационном поле нарастающей интенсивности (то есть с постоянным градиентом модуля силы тяжести) спиральная пружина будет свободно падать по прямой с нарастающим ускорением, растянувшись в направлении падения на постоянную величину настолько, чтобы её силы упругости уравновесили бы градиент интенсивности гравитационного поля.

## Физическая природа приливных сил в поле гравитации
Для протяжённого тела, находящегося в гравитационном поле тяготеющей массы, силы гравитации различаются для ближней и дальней сторон тела. И разность этих сил ведёт к деформации тела в направлении градиента поля. Существенно, что напряжённость этого поля в случае, если оно создано точечными массами, уменьшается обратно пропорционально квадрату удаления от этих масс. Такое изотропное в пространстве поле есть центральное поле. Мерилом напряжённости гравитационного поля является ускорение свободного падения.
Благодаря тому, что в широком диапазоне значений напряжённости оказывается справедливым принцип суперпозиции полей, напряжённость поля всегда может быть найдена путём векторного суммирования полей, созданных отдельными частями источника поля в том случае, когда по условиям задачи его нельзя считать точечным. Не менее существенно и то обстоятельство, что в случае однородного по плотности протяжённого сферического тела удаётся представить создаваемое им поле как поле точечного источника, обладающего массой, равной массе протяжённого тела, сосредоточенной в его геометрическом центре.
В простейшем случае, для тяготеющей точечной массы {\displaystyle M} на расстоянии {\displaystyle R} ускорение свободного падения (то есть напряжённость совместно создаваемыми этими телами гравитационного поля)
{\displaystyle a={\tfrac {GM}{R^{2}}},}
где G — гравитационная постоянная. Изменение ускорения da (приливное ускорение at) при изменении расстояния {\displaystyle dR\ll R}:
{\displaystyle a_{t}=-da={\frac {2GM}{R^{3}}}\,dR.}
Переходя от ускорений к силам, для части тела массы μ, находящейся на расстоянии r от центра тела, находящегося на расстоянии R от тяготеющей массы M и лежащей на прямой, соединяющей массы μ и M, приливная сила:
{\displaystyle F_{t}={\frac {2GM\mu r}{R^{3}}}.}
Можно также наглядно представить физическую сущность приливных сил через третий закон Кеплера, также описывающий движение тел в неоднородном поле тяготения. Этот закон гласит, что квадраты периодов обращения тел в центральном поле тяготения соотносятся, как кубы больших полуосей их орбит; таким образом, тело (или часть его), находящееся ближе к источнику силового поля, будет двигаться по своей орбите с более высокой скоростью, чем расположенное дальше. Например, Земля движется вокруг Солнца со скоростью около 29 км/с, Марс — 24 км/с, а Юпитер — 13 км/с. Если мы мысленно соединим Марс с Землёй и Юпитером (в противоположных точках) неким бесконечно прочным канатом, то на поверхности Марса сразу же образуются (в точках присоединения каната) два приливных горба, и вскоре Марс будет разорван этими, фактически приливными силами. В системе Земля — Луна таким источником приливных сил можно представить движение Земли по орбите вокруг общего центра масс системы Земля — Луна. Часть Земли, расположенная ближе к этому центру масс, будет стремиться двигаться быстрее, чем расположенная дальше, формируя таким образом приливы, особенно хорошо заметные в гидросфере.
В силу принципа суперпозиции полей тяготения в системе двух тяготеющих тел приливные силы можно интерпретировать как отклонение поля тяготения в окрестностях тела под влиянием гравитации другой тяготеющей массы, такое отклонение для любой точки окрестности тела массы {\displaystyle m} может быть получено вычитанием векторов действительного ускорения свободного падения в этой точке и вектора ускорения свободного падения, вызванного массой {\displaystyle m} (См. Рис. 2).
Из рисунка видно, что приливные силы растягивают тело в направлении, параллельном направлению гравитации, и сжимают его в перпендикулярном направлении.

## Приливные силы во вращающихся телах
Типичным является случай вечного падения, которое совершают небесные тела, обращающиеся вокруг общего центра масс. В связи с этим приливная сила представляет собой термин, не только прижившийся в астрономии и небесной механике, но и вполне применимый к случаю вращения под действием любых сил, называемых центростремительными силами.

### Приливные силы в технической механике
Физической основой возникновения приливных сил является различие в интенсивности центростремительных сил, действующих на находящиеся на разных расстояниях от центра вращения элементарные объёмы любого вращающегося тела независимо от того, находится ли этот центр внутри тела или же вне него. В случае, когда эти силы в каждой точке тела уравновешены силами любого происхождения, вращающееся тело сохраняет свою форму независимо от того, в каком агрегатном состоянии находится его вещество. Так, например, малая вращающаяся капля сохраняет свою целостность благодаря действию сил поверхностного натяжения, хотя при этом и деформируется.
Вращающееся (или обращающееся) вокруг некоторого центра тело сохраняет свою форму, если угловая скорость вращения {\displaystyle \omega } любой его точки, находящейся на расстоянии {\displaystyle R} от центра вращения, постоянна и одинакова для всех точек этого тела. В этом случае их центростремительные ускорения {\displaystyle a(R)} равняются {\displaystyle \omega ^{2}} {\displaystyle R}, то есть линейно нарастают по мере удаления от центра притяжения.
В силу различия ускорений, разной плотности и механических свойств вещества во вращающемся теле может возникнуть весьма сложное силовое поле. Именно оно и является предметом рассмотрения в случае, когда речь идёт о приливных силах и их действии. Однако результирующая этого силового поля всегда является центростремительной силой, направленной к центру вращения и равной произведению центростремительного ускорения, испытываемого каждым элементарным объёмом тела и его массы.
Существенно, что в динамике для объяснения явления вращения (обращения) тела вокруг некоторого тела не требуется введение каких-либо иных сил, например «центробежной силы», поскольку приписываемый ей эффект есть не что иное, как проявление Первого закона Ньютона. И, если всё же этот термин используется, то, в соответствии с Третьим законом Ньютона, лишь применительно к другому телу, создающему центростремительную силу.
При метании спортивного молота его вращение по окружности вызвано силой, возникающей при деформации растяжения шнура, прикреплённого к его ближней точке. Дальняя его точка испытывает силу, равную силе, возникающей при деформации шнура плюс реакция материала самого молота на его растяжение. Эта суммарная сила и даёт необходимое ускорение дальней точке, при котором молот вращается, как единое целое. И это рассмотрение применимо к любой точке молота.
В наиболее наглядном случае, когда центр обращения (вращения) находится за пределами тела, благодаря действию «центробежной силы» (для инерциальных систем отсчёта это не более чем эвфемизм, всё же удобный для иллюстрации действия законов движения Ньютона, но не имеющий физического смысла, поскольку такая сила, действующая на ускоряемое тело для инерциальных систем физике не известна. С другой стороны, понятие центробежной силы существует и вполне обоснованно во вращающейся — неинерциальной — системе отсчёта, каковой, к примеру, является поверхность Земли) периферические точки тела «стремятся» удалиться от центра масс тела, а этот центр «стремится» в свою очередь удалиться от периферических точек, ближе всего расположенных к центру вращения. Таким образом, любое, например сферическое, тело приобретает форму эллипсоида, удлиняясь в обе стороны от траектории движения его центра масс.
Возникающие при этом в теле деформации создают напряжения, препятствующие разлёту частиц тела по касательной, что иногда имеет место, когда возникшие напряжения превысят предел прочности материала. Часто в этом случае говорят, что разрушение тела вызвано «центробежной силой». Это — известный эффект пращи. В технике он является одной из причин, вызывающих ограничение скорости движения колёсных транспортных средств.
В пользу существования «центробежной силы» якобы говорит общеизвестный факт замедления хода маятниковых часов при их переносе в низкие широты. На первый взгляд, это могло бы быть объяснено тем, что сила тяготения до некоторой степени компенсируется, например, на экваторе направленной в противоположную сторону от центра Земли «центробежной силой», чем и объясняется, якобы, замедление хода часов.
В действительности причина этого эффекта состоит в том, что вращение вместе с Землёй маятника часов, как и вообще любого тела под, на или над земной поверхностью, объясняется действием на него реальной центростремительной силы. Эта сила приводит к тому, что траектория этого тела не является прямой линией, направленной по Первому закону Ньютона по касательной, а окружностью, радиус которой равен расстоянию тела от центра вращения Земли. Таким образом, это тело постоянно падает (по отношению к траектории свободного движения) уже с ускорением, величина которого рассмотрена выше. Следовательно, с таким же ускорением к центру Земли движется и точка подвеса маятника, величина которого вычитается из ускорения свободного падения, обусловленного взаимным притяжением Земли и груза маятника, что и замедляет ход часов, поскольку, согласно Галилею, период колебания маятника обратно пропорционален корню квадратному от реального ускорения, испытываемого маятниковым грузом.

### Приливные силы в небесной механике
В небесной механике основной силой, вызывающей движение небесных тел, является сила Всемирного тяготения, пропорциональная произведению их масс и обратно пропорциональная квадрату расстояния между ними. Поэтому при сохранении подобия модели взаимодействующих тел сила тяготения растёт пропорционально четвёртой степени абсолютных размеров тел, а гравитационные силы в масштабах Вселенной играют определяющую роль, практически не заметную при взаимодействии тел в земных масштабах.
Типичным для небесной механики случаем является случай гравитационного взаимодействия двух неравных по массе небесных тел. Например звезды и планеты или же планеты и её спутника. В таком случае более крупное небесное тело рассматривается как центр гравитации, и объектом рассмотрения является движение малого тела вокруг центра гравитации, расположенного, нередко, в пределах более крупного тела. В этом случае наиболее часто наблюдаемым объектом рассмотрения является малое тело, например — Земля в совместно созданном гравитационном поле системы Земля-Солнце.
По мере увеличения размера небесного тела в сохранении его формы всё большую роль приобретают силы собственного тяготения, которые, складываясь геометрически с силой, направленной к центру взаимной гравитации, приводят к тому, что суммарная сила, действующая на каждый элемент массы, оказывается пропорциональной расстоянию от центра гравитации. Это и обеспечивает линейное нарастание испытываемого точками тела ускорения по мере увеличения их расстояния от центра вращения, следовательно, сохранение одинаковости их угловой скорости вращения, что является синонимом обращения тела, как целого.
Приведённое выше рассмотрение динамики движения тел в механике применимо и к динамике тел небесных с тем уточнением, что силы, действующие на небесные тела (в отличие от спортивного молота или колёса машины Формулы 1), оказываются переменными в пределах размеров этих тел и убывают в направлении увеличения расстояния от центра гравитации. Следовательно, для наиболее удалённых от центра небесного тела его частей возникает дефицит силы притяжения к центру гравитации не только за счёт того, что для обеспечения вращения тела, как единого целого, требуется увеличение центростремительной силы, но и потому, что действующая по направлению к центру обращения сила притяжения к центру гравитации становится ощутимо меньше.
И, наоборот, для наиболее близкой к центру притяжения области тела наблюдается избыток этой силы, усугубляемый увеличением силы притяжения к центру обращения по закону квадратов расстояния. Так возникает градиент действующих на противоположные части небесного тела сил. Этот градиент компенсируется до определённого предела, задаваемого напряжённостью поля самогравитации.
Эта суммарная сила, независимо от того, к какой точке тела она приложена, направлена только в одну сторону, а именно — к центру гравитации. И потому траектория Луны, являющейся не только спутником Земли, но и членом Солнечной системы, и потому также обращающейся совместно с Землёй вокруг Солнца, на любом своём участке выгнута в сторону от Солнца. Из-за обращения Луны вокруг общего с Землёй центра меняется лишь радиус кривизны этой траектории в разных её точках.
Но при достаточно малых удалениях небесного тела от общего для взаимодействующих тел центра гравитации возникающие напряжения могут превысить предел прочности материала и действие самогравитации и привести к его разрушению. Такое минимальное расстояние носит название предела Роша, что исторически не совсем верно, так как Рош исследовал случай тел с нулевой прочностью. Роль прочности и собственной кинематики возмущаемого тела исследовал в 1947 г. Г. Джеффрис, предложивший уточнённые расчётные формулы. Действием приливных сил объясняется возникновение колец у Сатурна и других высоких планет. В астрономии считается, что эти кольца образовались из спутников, приблизившихся на расстояние, меньшее «предела Роша» и разорванных приливными силами. Для космогонии особенно важно, что внутри сферы с радиусом, меньшим предела Роша, вообще невозможна гравитационная конденсация вещества с образованием единого тела (спутника).

#### Проявления приливных сил в жёстких небесных телах
Если небесное тело образовано совокупностью частиц, никак не взаимодействующих между собой (например — газопылевой туманности), то в случае их движения в центральном поле тяготения, в соответствии с законом Кеплера, их угловые скорости вращения будут меньше для более удалённых от центра частиц, что неизбежно приведёт к увеличению протяжённости тела в направлении движения.
В любых небесных телах, как твёрдых, так и жидких, градиент внешней силы тяготения в значительной степени компенсируется силами сцепления, меняющими своё направление при вращении тела вокруг своей собственной оси и, следовательно, вызывающими деформации сдвига, сопровождающиеся выделением тепла. Эти силы и имеются в виду, когда речь идёт о приливных силах. Достоверно доказано, что вулканизм, наблюдаемый на Ио (спутник Юпитера), вызван именно этими силами.
В зависимости от значений большой полуоси и эксцентриситета орбиты возмущающего тела, приливы в возмущаемом небесном теле могут как тормозить, так и ускорять его вращение вокруг своей оси. Это изменяет момент импульса возмущаемого тела. Скажем, Фобос, будучи на очень низкой орбите, медленно приближается к Марсу и при этом вносит положительный вклад в абсолютную величину момента импульса Марсa. А Деймос, будучи на более далёкой орбите (более высокой, чем синхронная орбита), медленно удаляется и при этом стремится уменьшить абсолютную величину момента импульса Марса. Луна также расположена выше синхронной орбиты, и потому она тоже удаляется и уменьшает момент импульса Земли. В системе Луна — Земля это торможение в течение миллионов лет привело к тому, что период вращения Луны вокруг своей оси стал равным периоду её обращения вокруг общего центра гравитации (который расположен внутри Земли). Tо eсть, Луна обращена к Земле только одной стороной; такое вращение называется спин-орбитальный резонанс 1:1. Данные геологии указывают, что в древности земныe сутки были короче. B наши дни увеличение их длительности за счёт уменьшения скорости вращения Земли составляет около 1,5 мс в столетие.
В зависимости от целого ряда обстоятельств, небесное тело, чьё вращение меняется под воздействием приливныx сил, может оказаться как в вышеупомянутом резонансе 1:1, так и в других спин-орбитальных резонансах. Например, Меркурий пребывает в спин-орбитальном резонансе 3:2. Это значит, что он делает три оборота вокруг своей оси за время необходимое на то, чтобы дважды облететь Солнце. Есть основания полагать, что близко расположенные к своим звёздам каменистые экзопланеты (например, Глизе 581 d) часто «застревают» в высших резонансах (3:2, как Меркурий, или даже более высоких).
Поскольку силы сцепления в земном шаре препятствуют его приливной деформации, возникает приливное трение в земной коре. Сопутствующее тепловыделение не играет большой роли в тепловом балансе Земли, но онo играет огромную роль в жизни ближних спутников Юпитера и Сатурна.
Приливные деформации также способны играть роль «спускового крючка» для землетрясений.
У экзопланет движущихся на орбитах с большим эксцентриситетом, внутреннее содержание которых включает в себя несколько слоёв вещества, например пласты коры, мантии и вещество ядра, приливные силы могут высвобождать тепловую энергию, которая может способствовать созданию и поддержанию благоприятных для жизни условий на космическом теле.

#### Проявление приливных сил в небесных телах, имеющих жидкую оболочку
Жидкости, покрывающие поверхность ряда планет, в том числе и вода, обладающие вязкостью, сопротивляются деформациям, что убедительно доказал Джоуль
своим опытом по определению механического эквивалента тепловой энергии. Но практически в жидкой оболочке Земли, как и вообще в любой жидкости, деформации сдвига не приводят к проявлению сколько-нибудь заметного глобального эффекта, что подтверждается тем, что в жидкостях не могут существовать поперечные волны, а распространяющиеся в них звуковые волны носят продольный характер.
В мировом океане влияние вязкости маскируется энергетически более важными процессами, вызванными перемешиванием водных масс, в том числе и мощными океаническими течениями. Более того, чем сильнее вследствие увеличения вязкости будут выражены приливные силы в массе жидкости, обволакивающей небесное тело, входящее в пару обращающихся вокруг общего центра вращения тел, тем слабее будет выражен приливно-отливный эффект.
Из сказанного выше следует, что баланс сил собственного и внешнего тяготений достигается для жидкого планетного тела только в том случае, если оно оказывается деформированным, то есть вытянутым в направлении к центру тяготения. Таким образом, жидкая оболочка Земли приобретает форму эллипсоида, большая ось которого направлена к Луне, хотя на его форму и ориентацию влияет и положение Солнца. Отсутствие сильно выраженного у воды сопротивления сдвигу и пренебрежимо малое влияние её вязкости позволяет (в рамках статической теории приливов) сохранять его ориентацию на Луну и не быть вовлечённым в суточное вращение Земли.
Следует особенно подчеркнуть, что утверждение о том, что приливные эффекты вызваны «притяжением Луны (Солнца)», нашедшее своё отражение даже в серьёзных работах, вызывает вопрос о том, что же помешало Луне (Солнцу), уже проявившим своё притяжение созданием приливной волны, окончательно стянуть на себя всю водную массу?
Ответ на этот вопрос состоит в том, что Земля и Луна образуют двойную планетную систему, существующую благодаря взаимному притяжению и вращающуюся вокруг общего центра вращения, (удалённого от центра Земли примерно на 2/3 её радиуса) с одинаковой угловой скоростью для каждого небесного тела. Скорость вращения Луны вокруг этого центра составляет приблизительно один оборот за 27 дней. Та же угловая скорость вращения Земли складывается со скоростью её вращения вокруг собственной оси, что в результате даёт один оборот в сутки.
Роль тяготения Луны в образовании приливных явлений исчерпывается тем, что Земля со всем, что на ней находится, совершает, помимо своего годового и суточного вращения, ещё и вращение вокруг общего центра гравитационного взаимодействия системы Земля — Луна (как говорят в технике, Земля «бьёт», как плохо сбалансированное и сцентрированное колесо).
После того, как параметры взаимного движения членов этой планетной системы и сила взаимного притяжения становятся известными, никакого дополнительного учёта «силы притяжения Луны (Земли)» не требуется. Но необходим учёт сил, обеспечивающих сохранение формы этих небесных тел, находящихся в состоянии вращения вокруг общего центра. Такими силами являются силы сцепления и силы собственного тяготения, никак от сил взаимного тяготения не зависящие.
Точно то же рассуждение применимо и к объяснению приливных эффектов, вызванных «притяжением Солнца».
Как в случае Луны, так и Солнца, в соответствии со сказанным выше, капля Мирового океана деформируется, приобретая форму эллипсоида, отступление которого от сферы и представляет собой приливно-отливную волну, бегущую в направлении, противоположном вращению Земного шара.
Существенно, что при этом частицы воды совершают в первом приближении лишь колебательные движения в вертикальной плоскости и не смещаются в направлении движения волны.
Вышеизложенные соображения основаны на статической теории приливов как периодического явления, вытекающей из предположений об океане, покрывающем сплошь поверхность Земли. В реальности это не так, и для расчёта приливов Лаплас разработал свою, более детальную и потому сложную динамическую теорию приливов, в которой хотя и исходил из предположения, что вся Земля погружена в каплю Мирового океана, но учёл, что приливные силы в ней изменяются по периодическому закону, являющемуся суммой гармонических составляющих с разной фазой.
Не следует понимать взаимодействие Мирового океана с земной поверхностью упрощённо, то есть как вращение Земного шара внутри ориентированной постоянно на внешний объект тяготения капли Мирового океана. На самом деле вся масса воды вращается вместе с Землёй, которая отнюдь не «проворачивается» внутри этой капли. И каждая частица воды в пренебрежении течениями остаётся на одном и том же месте. Относительно Земли движется именно волна, и современная теория приливов основана именно на теории колебаний. Динамическая теория рассматривает Мировой океан как колебательную систему с периодом собственных колебаний около 30 часов, на которую действует возмущающая сила с периодом, равным половине суток. Этим, в частности, объясняется тот факт, что максимум прилива ещё не наступает при высоком стоянии Луны.
Дальнейшим развитием теории приливов стала «каналовая теория приливов», созданная Эйри с учётом влияния берегов и глубины вод.
Возникающее при относительном движении морского дна трение и удар берегов мирового океана о выступ водяной массы являются дополнительной причиной замедления скорости вращения Земли. Таким образом, приливные силы, тормозя вращение Земли, скорее препятствуют возникновению приливно-отливного эффекта, увеличивая время между его наступлениями.
Через миллиарды лет, если Земля, в силу внутреннего трения, будет повёрнута к Луне только одной стороной, приливы, как периодическое явление, не прекратятся, если сохранится вращение системы Земля — Луна вокруг общего центра вращения (но замедление этого вращения неизбежно вызовет удаление Луны от Земли). В этом случае приливно-отливные явления будут происходить лишь по причине вращения этой двойной системы в поле притяжения Солнца и Земли, хотя выраженность их заметно ослабнет. А периодичность будет определяться временем оборота системы вокруг общего центра вращения.